# George Chuvalo
George Louis Chuvalo (Juraj (Jure) Čuvalo) (Toronto, 12. rujna 1937.) bivši je kanadski boksač teške kategorije, hrvatskog podrijetla. Nauspješniji je kanadski boksač svih vremena, te spada među najuspješnije boksače uopće.

## Rana mladost
Njegovi roditelji Stipan i Katica Čuvalo bili su doseljenici iz Hercegovine, otac iz sela Proboja, te majka iz sela Grljevića, općina Ljubuški. Roditelji nisu znali engleski po dolasku u Kanadu tako da je on od njih naučio tek hrvatski. Engleski je slabo znao do polaska u školu, gdje je zbog toga bio predmet izrugivanja.

## Profesionalna karijera
Chuvalo je postao poznat u dobi od 18 godina, kada je nokautirao 4 suparnika osvojivši nagradu od 500 dolara. Jedan je od rijetkih boksača koje Muhammad Ali nije uspio nokautirati. On i Ali su se borili dva puta: 1966. i 1972.
Ali je za njega izjavio:
O dvoboju s Alijem, Chuvalo je izjavio:
Chuvalo je bio prvak Kanade u teškoj kategoriji od 1958. do 1979. godine.

## Filmske uloge
Chuvalo se pojavljivao i na filmu te je u razdoblju od 1977. do 2005. godine ostvario 12 uloga, od kojih je najznačajnija ona u filmu Muha iz 1986. godine, scenarista i redatelja Davida Cronenberga.

## Obiteljski život, počasti i aktivizam
Chuvalov je obiteljski život obilježen brojnim tragičnim događajima. Njegov sin Jesse poginuo je u motociklističkoj nesreći u dobi od 21 godine. Drugi sin, George Lee umro je u dobi od 31 godine od predoziranja drogom, da bi od droge 1993. godine umro i njegov treći sin, Steven Louis (44). Tri dana nakon toga njegova je supruga počinila samoubojstvo. Četvrti sin, Mitch, danas je učitelj.
Nakon svih tragedija Chuvalo je počeo držati predavanja diljem Kanade o štetnosti droge. Dana 24. studenoga 2009. godine posjetio je Ljubuški. Tom prigodom je u prostorijama Gimnazije u Ljubuškom održao predavanje o borbi protiv droge.
Također, uvršten je u Kanadsku Kuću Slavnih, te je dobitnik najvećeg kanadskog priznanja u borbi protiv droge.

## Vanjske poveznice
- Udruga "George Chuvalo's Fight Against Drugs"  Arhivirana inačica izvorne stranice od 14. ožujka 2008. (Wayback Machine) (engl.)
- George Chuvalo u internetskoj bazi filmova IMDb-u (engl.)
- CBC digitalni arhivi (engl.)
- Historica.ca (engl.)